# Uwe Preissler
Uwe Preissler (Mühlhausen, Turíngia, 17 de juny de 1967) va ser un ciclista alemany. Nascut a Alemanya de l'Est va defensar els seus colors fins a la reunificació alemanya.
Va combinar tant el ciclisme en carretera amb la pista. En aquesta última modalitat va obtenir una medalla de plata als Jocs Olímpics de Seül encara que només va participar en les rondes classificatòries.

## Palmarès en pista
- 1985
  -  Campió del món júnior en Persecució per equips (amb Steffen Blochwitz, Michaël Bock i Thomas Liese)
- 1988
  -  Medalla de plata als Jocs Olímpics de Seül en Persecució per equips (amb Carsten Wolf, Dirk Meier, Steffen Blochwitz i Roland Hennig)
- 1989
  - Campió de la RDA en Persecució per equips

## Palmarès en ruta
- 1987
  - 1r a la Volta a Castelló
- 1990
  - 1r al Circuit Franco-Belga
  - Vencedor d'una etapa a la Milk Race
  - Vencedor d'una etapa a la Volta a Cuba
- 1992
  - Vencedor d'una etapa a la Tour Du Pont